# Etilen-glikol
Etilen-glikol (glikol, etandiol, 1,2-etandiol, etan-1,2-diol, monoetilen-glikol, etilen alkohol, C2H6O2, HOCH2CH2OH) je dvovalentni alkohol, najjednostavniji diol i najprostranjeniji glikol.

## Povijest
Gotovi svi izvori tvrde da je Charles-Adolphe Wurtz bio prvi koji ga je spojio i da je to bilo 1856. godine. Prvo je tretirao "etilen iodid" (C2H4I2) srebrovim acetatom i potom hidrolizirao rezultant "etilen diacetat" kalijevim hidroksidom. Wurtz je novi spoj nazvao "glikolom" jer je imao osobine i etilnog alkohola (jedna hidroksilna grupa) i glicerina (tri hidroksilne grupe).

## Svojstva i dobivanje
Glikol je higroskopna, gusta i otrovna tekućina, pa se danas sve više nastoji zamijeniti drugim, manje otrovnim tvarima. Poznato je jako puno namjernih trovanja glikolom, zbog svog slatkastog okusa i dobrog otapanja u vodi. Osoba otrovana njime izgleda pijano.
Etilen-glikol za razliku od etanola koji također u ugljikovodičnom lancu ima 2 ugljikova atoma na ugljikove atome ima vezane dvije hidroksilne grupe (karakteristične grupe za alkohol).
Pri koncentraciji od 70% glikola u vodi ledište smjese je pri -51 °C, a ledište čistog glikola je pri -12 °C. Vrelište mu je na 197 °C, a gustoća mu je 1,1132 g/cm3.
Dobiva se hidrolizom etilen-oksida.

## Upotreba
Etilen-glikol u smjesi s vodom omogućuje hlađenje motora i pri vanjskim temperaturama od -50 °C.
Snizuje ledište vode, pa je to najvažniji sastojak automobilskih antifriza, a negdje služi kao cjelokupni antifriz, stabiliziran s 2,6-di-terc-butil-4-metil-fenolom (5 mg/l).
Služi i kao tekućina za automobilske kočnice, kao otapalo, za pripravu tiskarskih boja, eksploziva i polimernih materijala te za sprječavanje stvaranja leda na krilima zrakoplova.